# .mf
.mf----національний домен верхнього рівня для Сен-Мартена
Домен призначено 21 вересня 2007 у зв'язку зі зміною політичного статусу Сен-Мартена